# جيوفاني فيريتي
جيوفاني فيريتي (بالإيطالية: Giovanni Ferretti)‏ (15 يناير 1940 في إيطاليا - 5 أغسطس 2007) هو لاعب كرة قدم إيطالي في مركز حراسة المرمى. لعب مع إنتر ميلان ونادي باليرمو ونادي ريجيانا 1919 ونادي مودينا ونادي أريتسو.

## وصلات خارجية
- جيوفاني فيريتي على موقع قاعدة بيانات كرة القدم.إي يو (الإنجليزية)